# Pierre Lacau
Pierre Lacau (ur. 25 listopada 1873, zm. 26 marca 1963) – francuski filolog, archeolog i egiptolog. Wieloletni dyrektor Generalny Służby Starożytności, profesor Collège de France, członek Académie des Inscriptions et Belles-Lettres.
Urodził się w Brie-Comte-Robert w departamencie Seine-et-Marne, w środkowej Francji.
Na początku XX wieku został zaproszony do Kairu, do współpracy, w ramach międzynarodowej komisji, przy tworzeniu "Katalogu Generalnego" w Muzeum Egipskim. Dzieło to zostało wydane drukiem w 1904 roku.
W 1912 roku otrzymał nominacje na stanowisko dyrektora Francuskiego Instytutu Archeologii Wschodu. W 1914 został następcą Gastona Maspero na stanowisku dyrektora generalnego Służby Starożytności w Kairze w wyniku rekomendacji tegoż. W praktyce pracę rozpoczął dopiero po zakończeniu I Wojny Światowej - w 1917 roku. 
Sprawował nadzór nad pracami poszukiwawczymi w Dolinie Królów, a później badawczymi w grobowcu Tutanchamona, po jego odkryciu przez Howarda Cartera w listopadzie 1922 roku. W swej opinii na temat sposobu prowadzenia prac oraz podziału znalezisk różnił się zdecydowanie od liberalnej polityki G. Maspero wobec archeologów-poszukiwaczy, postulując zmianę przepisów prawa o starożytnościach.
W swej opinii dotyczącej każdego odkrycia, głosił pogląd, że dyrektor Służby Starożytności powinien mieć wyłączne prawo decydowania, które znaleziska mają pozostać w Egipcie. W latach 1922 -24 konflikt z Carterem stopniowo narastał. Głównymi jego przyczynami był zakres kompetencje w sprawach decydowania kto i kiedy może grobowiec zwiedzać oraz wyłączność na relacjonowanie postępu prac w grobie, przyznana przez odkrywców londyńskiemu "The Times" oraz włączenie jego reportera - Arthura Mertona do ekipy jako jej pełnoprawnego członka. 
13 lutego 1924 roku Lacau przekazał Carterowi polecenie służbowe, w wyniku którego doszło do zamknięcia grobowca, a samemu Carterowi i członkom jego ekipy zabroniono doń wstępu w wyniku czego Carter opuścił Egipt 21 marca 1924 roku, a jego koncesja na prowadzenie prac w Dolinie została cofnięta.
W styczniu 1925 roku doszło do zgody i Carter wraz z Lacau dokonali ponownego otwarcia grobu.
Funkcję dyrektora generalnego pełnił Lacau do 1936 roku. W latach 1938–47 był profesorem egiptologii w Collège de France, a od 1939 roku był członkiem Académie des Inscriptions et Belles-Lettres. Zmarł w Paryżu 26 marca 1963 roku w wieku niespełna 90 lat.